# Фридрих II (герцог Брауншвейг-Люнебурга)
Фридрих II Благочестивый (нем. Friedrich II. der Fromme; 1418 — 19 марта 1478, Целле, герцогство Брауншвейг-Люнебурга) — герцог Брауншвейг-Люнебурга из дома Вельфов с 1434 по 1457 год и регент-князь Люнебурга с 1472 по 1478 год.

## Биография
Фридрих родился в 1418 году в семье Бернхарда I, герцога Брауншвейг-Люнебурга и Маргариты Саксонской, принцессы из дома Веттинов. По отцовской линии он приходился внуком Магнусу II, герцогу Брауншвейг-Вольфенбюттеля и Катарине Ангальт-Бернбургской, принцессе из дома Асканиев. По материнской линии был внуком Венцеля I, курфюрста Саксонии и Цецилии да Каррара из дома Каррарези — владельцев Падуи.
После смерти отца, вместе с младшим братом Оттоном IV начал править в княжестве Люнебург. Их правление было отмечено широкими строительными работами в замке Целле и многочисленными реформами, улучшившими правовое положение крестьян перед дворянами. После того, как в 1446 году Оттон умер, Фридрих стал управлять княжеством единолично. В 1452 году он построил монастырь Святого Креста и пригласил в Целле монахов-францисканцев.
В 1457 году передал правление своему сыну Бернхарду II и удалился в монастырь, но в 1471 году, после смерти своего второго сына Оттона V, был вынужден покинуть обитель и стать регентом при трёхлетнем внуке Генрихе. Фридрих II умер 19 марта 1478 года в Целле и был похоронен в церкви основанного им францисканского монастыря.

### Браки и потомство
14 сентября 1430 года в Тангермюнде Фридрих II, герцог Брауншвейг-Люнебурга сочетался браком с Магдалиной Бранденбургской (1412—1454), дочерью Фридриха I, курфюрста Бранденбурга и Елизаветы Баварской. У супругов родились трое детей:
- Бернхард (1437 — 9 февраля 1464), с 1457 года герцог Брауншвейг-Люнебурга под именем Бернхарда II, в 1463 году сочетался браком с Матильдой Гольштейн-Шауэнбургской (ум. 1468);
- Оттон (1439 — 9 января 1471), с 1464 года герцог Брауншвейг-Люнебурга под именем Оттона V, в 1467 году сочетался браком с Анной Нассау-Дилленбургской (1441—1514);
- Маргарита (1442—1512), принцесса Брауншвейг-Люнебургская, в 1452 году сочеталась браком с Генрихом (1412—1466), герцогом Мекленбурга-Штаргарда.

## Ссылка
- Сайт дома Вельфов (нем.)
- Manfred Miller. Die Münzen der großen Herrscherdynastien: Heiliges Römisches Reich im Mittelalter. P. 133 (нем.)
- Дом Вельфов в истории Браунщвейга и Люнебурга (нем.)